# Peratallada
Peratallada es una localidad española de la provincia de Gerona en la comunidad autónoma de Cataluña perteneciente al municipio de Forallac, Bajo Ampurdán. Fue declarado conjunto histórico-artístico por ser uno de los núcleos de arquitectura medieval más importantes y mejor conservados de España.

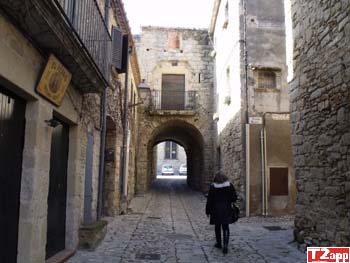
Casco histórico de Perallada

## Historia
Según diversas referencias, los primeros orígenes de Peratallada fueron posiblemente calcolíticos, posteriormente con mejor conocimiento de restos arqueológicos, podemos citar que la cultura romana se asentó por lo que hoy es la villa y su entorno geográfico. Estudios realizados citan el hallazgo en  1976 de un enócoe griego en la finca denominada "Mas del Bou Negre". Por parte de sus propietarios durante las labores agrícolas, que en prospecciones posteriores proporcionaron fragmentos de cerámica común romana y terra sigillata, entre otros materiales.
Durante las restauraciones realizadas en el castillo en 1969, después de su adquisición por los condes de Torroella de Montgrí, fueron apareciendo diversos fragmentos cerámicos, vidrios típicamente medievales mezclados con restos de procedencia romana e incluso prerromana. Posteriormente en 1975 existen referencias de nuevos hallazgos de materiales cerámicos de época romana en un camino vecinal del Mas. En uno de los taludes y en superficie aparecieron fragmentos de tipología variada, que sus investigadores atribuyen a un período que se inicia entre comienzos del siglo I y perdura hasta finales del siglo III, d. C. Los materiales fueron depositados en el entonces Museu Puig Castellar de Santa Coloma de Gramanet. 
Los primeros datos escritos que se tienen del lugar hacen referencia al Castillo de Peratallada del siglo X, por aquel entonces, perteneciente al linaje de los Peratallada y primera edificación que se tiene referencia del lugar, alrededor del cual, fue creciendo la población.
El municipio de Peratallada desapareció en 1976, al fusionarse con los de Fonteta y Vulpellac para formar el nuevo término municipal de Forallac.

## Demografía
| Gráfica de evolución demográfica de Peratallada entre 1842 y 1970 |
| |
| Población de derecho según los censos de población del INE Población de hecho según los censos de población del INEEn este censo se denominaba Pedratallada: 1857 Entre el censo de 1981 y el anterior, este municipio desaparece porque se agrupa en el municipio Forallac |

## Monumentos
- Castillo de Peratallada, siglo X-siglo XI.
- Iglesia de Sant Esteve de Peratallada, de principios del siglo XIII.
- "Torre de L'Homenatge".
- Palacio de Peratallada, del siglo XIV.

## Fiestas
- Último fin de semana de abril, Feria de las Hierbas de Peratallada.
- 27 de julio, cantada de habaneras.
- 6 y 7 de agosto, fiesta mayor.
- Primer fin de semana de octubre, mercado medieval.